# José de Valdivielso
José de Valdivielso (Toledo, noviembre de 1565 - Madrid, 1638), poeta y autor dramático barroco perteneciente al Siglo de Oro español. No debe confundirse con un escritor contemporáneo, José Ortiz de Valdivielso y Aguayo, autor de unos Discursos exemplares (1634).

## Biografía
Pertenecía a una familia de cordoneros y fue el sexto entre diez hermanos. Ostentó el título de Maestro en Artes por la Universidad de Toledo al menos desde 1585. Recibió órdenes menores antes de 1589. En 1591 es capellán en Santa María Magdalena de Toledo. Se ordena de misa en 1592 y al año siguiente ya es capellán de rito mozárabe en la catedral primada de Toledo, donde es nombrado además canónigo extravagante en 1594; en 1596 es clérigo mayordomo del Monasterio de la Reina (Nuestra Señora de la Visitación) y desde 1598 de las Capellanías de Cosme Sánchez de Espinosa en el Monasterio de Santa Fe. El mismo año es cura mozárabe de San Torcaz (Toledo), pero toma posesión en 1599 guiado por Alonso Lobo como maestro de ceremonias y en ese mismo año fue designado como Promotor fiscal de Toledo, aunque logró exonerarse del cargo. En 1601 forma parte del Cabildo de curas y beneficiados de la ciudad.
Paralela a esta destreza para ascender es su carrera literaria, auspiciada y protegida por el Fénix de los ingenios Lope de Vega, quien por estos años reside en Toledo y de quien Valdivielso es muy amigo. El éxito de su gran poema épico sacro Vida de San José, en 1604, le abrió las puertas para ser luego capellán de grandes personajes toledanos. Al año siguiente, 1605, es nombrado capellán del arzobispo Bernardo Sandoval y Rojas; después lo será del cardenal infante don Fernando de Austria. Esto le aseguró la protección del mismo rey Felipe III, quien alentó la preparación de algunas de sus obras: en 1609 se trasladó a Madrid para ocupar el cargo de censor de libros. Ciertamente, tenía el don de la oportunidad: sus obras Sagrario de Toledo y el Auto de la descensión de Nuestra Señora en la Santa Iglesia de Toledo, por ejemplo, aparecieron en 1616, cuando se encargaba de organizar las fiestas por la translación de la Virgen del Sagrario a su nueva capilla en la Catedral en un momento en que Sevilla y Santiago de Compostela querían disputar a Toledo el título de "sede primada", como señala perspicazmente Abraham Madroñal.
Aunque Valdivielso fue gran amigo de Miguel de Cervantes, sobre todo lo fue de Lope de Vega, a quien además asistió en la hora de su muerte en 1635, según declara la Fama póstuma de Juan Pérez de Montalbán. Anduvo muy bien relacionado con todo el gremio literario de Toledo y Madrid. En la primera fue miembro de la Academia de don Pedro López de Ayala y trató al Greco, al historiador Francisco de Pisa, al hagiógrafo Alonso de Villegas y a los "Cisnes del Tajo" de la lopesca Academia de Fuensalida, los poetas Baltasar Elisio de Medinilla y Martín Chacón. Gregorio Marañón ha sugerido que Valdivielso pudiera ser uno de los retratados en el célebre lienzo El entierro del Conde de Orgaz, de El Greco. Por demás, en Madrid elogiaron sus obras, fuera de los ya mencionados Cervantes y Lope de Vega, Juan Pérez de Montalbán, Alonso Jerónimo de Salas Barbadillo y Baltasar Gracián. Solo Francisco de Quevedo anduvo remiso, dedicándole alguna pulla en su Perinola, pero solo por su amistad con Juan Pérez de Montalbán.
Como escritor solo compuso obras devotas (Romancero espiritual, 1612; Doce autos sacramentales y dos comedias divinas, 1622), algunas de ellas de éxito formidable, como el poema heroico sacro Vida, excelencias y muerte del gloriosísimo patriarca y esposo de Nuestra Señora San José (Toledo: Pedro Rodríguez, 1604) Su contribución a la evolución hacia un mayor contenido alegórico en el género del auto sacramental que llevó a su perfección Pedro Calderón de la Barca fue determinante.

## Obras
La visión poética de Valdivielso es ingenua, popular, de tono menor. Tuvo como el Fénix una gran sensibilidad para captar la belleza de la lírica popular, que insertó con frecuencia en sus obras. Pero su obra es casi toda de tema religioso; ocupa una posición central en ella su Romancero espiritual del Santísimo Sacramento, Toledo, 1612, una colección de poemas en que se adaptan los cantares infantiles y villancicos a los temas eucarísticos. 
Pero la obra que tuvo más éxito en su época fue sin duda el extenso poema narrativo Vida, excelencias y muerte del gloriosísimo patriarca... San José, (Toledo, 1604), composición llevada a cabo por encargo del prior del Monasterio de Guadalupe fray Gabriel de Talavera, pues, existiendo biografías en prosa anteriores, echaba de menos una escrita en verso como la de Juan Gerson en latín. Veinte reimpresiones alcanzó hasta mediados del siglo XIX. Aún insistió en este género con el poema heroico Sagrario de Toledo (Madrid: Luis Sánchez, 1616), menos popular. 
Como autor dramático se le debe el libro Doce autos sacramentales y dos comedias divinas (Toledo, 1622), en la que los autos sacramentales destacan más que las obras extensas y no en vano se le considera el precursor de Pedro Calderón de la Barca en otorgar a los autos dimensión alegórica y conceptual. Son particularmente conocidos El hospital de los locos, El villano en su rincón, Psique y Cupido o Cristo y el Alma (que inspiró el auto homónimo de Pedro Calderón de la Barca), El hijo pródigo, El peregrino, La serrana de Plasencia (representado en Sevilla durante el Corpus de 1619) y La amistad en el peligro. Hace poco se editaron además Las pruebas del linaje humano y encomienda del hombre (representado en Sevilla durante el Corpus de 1603, aunque su atribución es dudosa) y Las probanzas e hidalguía del hombre. Otros autos suyos son El árbol de la vida, Los cautivos libres y Las ferias del alma (representado en Sevilla en 1607 por la compañía de Gaspar de Porres). 
Entre sus comedias destacan El ángel de la guardia, representada en las fiestas de Casarrubios del Monte en 1609, y La flor de lis de Francia (representada en Salamanca antes de 1603). Otras son El loco cuerdo, San Simeón y El nacimiento de la mejor.